# Isometroides vescus
Genre
Espèce
Synonymes
- Isometrus vescus Karsch, 1880
- Isometroides angusticaudus Keyserling, 1885

Isometroides vescus, unique représentant du genre Isometroides, est une espèce de scorpions de la famille des Buthidae.

## Distribution
Cette espèce est endémique d'Australie.

## Description
La femelle décrite par Lourenço en 2003 mesure 44,0 mm.

## Systématique et taxinomie
Cette espèce a été décrite sous le protonyme Isometrus vescus par Karsch en 1880. Elle est placée dans le genre Isometroides par Keyserling en 1855.

## Publications originales
- Keyserling, 1855 : « Ordo Scorpiones. » Die Arachniden Australiens nach der Natur beschrieben und abgebildet. Von Bauer und Rape Verlag, Nürnberg, p. 1–48.
- Karsch, 1880 : « Mittheilung über die von Herrn Dr. O. Finsch während seiner polynesischen Reise gesammelten Myriapoden und Arachniden. » Sitzungsberichte der Gesellschaft Naturforschender Freunde zu Berlin, vol. 1880, p. 77–83.